# 查良鑑
查良鑑（1904年—1994年3月13日），字方季，天津人，籍貫浙江海寧。中華民國法学家，曾任中華民國司法行政部部長。查良鑑是查良釗之四弟，金庸（本名「查良鏞」）的堂兄。

## 大陸時期
查良鑑曾就學於南開中學及南開大學政治系。后进入東吳大學法律系。畢業後負笈美國，獲密西根大學法學博士及法理學博士學位，回国后受聘為國立安徽大學（現安徽師範大學）及国立中央大學教授。司法當局后任用查良鉴為上海特區地方法院編纂、後補推事，旋陞任第一特區推事兼書記官長。
1937年，盧溝橋事件發生，淞沪会战爆發，上海沦陷，租界淪為孤島，特區法院因為國際條約關係仍能繼續存在。惟偽組織時加迫害威脅，查良鉴與上海特區法院同仁堅守崗位。雖同仁中迭被暗殺或綁架，亦不為所屈。珍珠港事變發生之後，租界淪陷，日本佔領軍登報懸賞訪尋，查良鑑志節堅貞，忠於國家，乃間關入蜀，深獲司法行政部部長謝冠生先生嘉許，不久派任四川高等法院第一分院檢察官，旋調陞司法行政部參事
1943年英美等國廢除不平等條約後，國民政府決心推行法治，並從建立優良司法制度作起，特指定陪都重慶地方法院為實驗法院，以期研究改進有關訴訟程序等制度，乃派查良鉴為院長。抗战胜利后派為上海地方法院院長。先生在任三年有餘，致力司法信譽之建立，遂使之成為全國模範法院。

## 台灣時期
國共內戰後，查良鑑隨政府遷台，任教於國立台灣大學。1950年應司法行政部部長林彬先生之邀出任政務次長。时駐美軍購之負責人空軍將領毛邦初侵吞鉅額公款，且發表誣蔑政府言論，政府指派查良鑑赴美查究，循法律途徑，於美國、瑞士、墨西哥等三國法院提起訴訟，歷時近三年，追回大多數公帑，輿情因而亦得澄清。查良鑑因查究此案獲蔣介石頒授三等景星勳章。

1953年、1954年查良鑑兩度奉派出席聯合國大會特命全權代表。並多次代表政府出席國際防止犯罪會議及國際法學會議。
民國五十五年查良鑑調任最高法院院長，發起成立「中華法學協會」，並舉辦「中國法制研討會議」與國際性法學會議。五十六年轉任司法行政部部長，改進審檢業務，提高辦案效率，改良獄政，及建立優良司法人事制度等，特多獻替。其間協助張其昀先生創辦中國文化大學法律學系，並曾親任系主任、研究所所長暨法學院院長。查良鑑亦曾擔任東吳大學法律系主任並創辦東海大學法律系。
查良鑑於國際法學界頗負盛名，嘗與美國最高法院首席大法官交游，交換法治心得。並應「美國司法學會」（American Judicature Society）邀請當選為理事，成為該會歷年來第一位外國籍理事。
1970年榮膺為總統府國策顧問。1971年獲選為私立東海大學董事長。
1977年當選為中美文化經濟協會理事長，對促進中美兩國文化交流，經貿拓展與民間傳統友誼奉獻無數心力。尤其當中美斷交之後，　先生以其民間身份聯繫諸多美國參眾議員及對我友好人士大力開展國民外交工作，對確保兩國實質關係貢獻至大。
查良鑑一生更致力於宗教之宏揚，曾十一次率團出席「美國基督教福音傳播年會」，對傳揚教義及國民外交，未曾稍懈。 先生並應僑界之推選擔任「全美中華文化協會」（Institute of Chinese Culture）理事長，每年春節前往主持年會，對中華文化之闡揚，與團結僑心之推展不遺餘力。
1991年5月當選為「中國人權協會」理事長，對人權之保障，竭盡心力，大獲各界推崇。
先生著作及譯述有《犯罪學及刑罰學》、《強制執行實務》、《證據法則要義》等多種及有關法治、人權、教育、宗教等中英文論著三百餘篇。並主編《國父法律思想論集》，《中國法制史論集》等學術名著。

查良鑑篤信基督教，家中懸掛哥林多前書第13章：「愛是恒久忍耐，又有恩慈…凡事包容，凡事相信…」的條軸，對人對事懷悲天憫人胸懷。秉持愛心、耐心、公平教導學生，以教育為最高理想。從事司法工作亦以教化為先，反對用「亂世用重典」改善治安，相信「法律的力量終究抵不過教育的力量。」任職期間推動法治教育與人權保障。為人低調不居功，以「渺小」處事。病重期間，手書《渺小的自我》寫道：「把自己想成是這世界上最渺小的生物，那麼生活中既少苦悶，又乏憂傷。因為與世無爭，與人無怨，自然煙散雲散。」
1994年3月13日，查良鑑病逝於台北市，享耆壽90歲。

## 著作
- 著有 《俄國現代史》查良鑑著吳敬恆校 (1930)
- 譯著《犯罪學與刑罰學》(1977)、《證據法則要義》
- 審訂 中華法律活用文庫 查良鑑 總審訂 (1982)、國父法律思想論集╱謝冠生、查良鑑 主編 (1965)

## 家族
- 子查重傳：玄奘大學社會工作學系教授。[2]
- 孫女查家雯：藝名查查，為原子邦妮主唱。[3]

## 註解
1. 1 2  原安徽大學為安徽師範大學前身，與現安徽大學為兩所不同院校。